# 속닥속닥
"속닥속닥"은 2018년에 개봉한 대한민국의 영화이다.

## 캐스팅
- 소주연 : 은하 역
- 김민규 : 민우 역
- 최희진 : 정윤 역
- 김태민 : 동일 역
- 김영 : 우성 역
- 박진 : 해국 역
- 신재승 : 병윤 역
- 고나은 : 미주 역
- 이유미 : 변지은 역
- 이한서 : 최회장 딸 역
- 지대한 : PC방 아저씨 역
- 진용욱 : 담임선생님 역
- 서민채 : 여 선생 역
- 임한빈 : 은성 역
- 한경희 : 은하 모 역
- 서기욱 : PC방 학생 1 역
- 김형태 : PC방 학생 2 역
- 김경훈 : PC방 손님 1 역
- 박지연 : PC방 손님 2 역
- 박지혜 : PC방 손님 3 역
- 박수경 : PC방 손님 4 역
- 심규 : 경찰관 1 역
- 김민성 : 경찰관 2 역
- 배소윤 : 방탈출 카페 매니저 역
- 심미소 : 방탈출 카페 직원 역
- 황신혜 : 교실귀신 알바생 역
- 전현수 : 귀신 1 역
- 신하랑 : 귀신 2 역
- 김가애 : 귀신 3 역
- 이상강 : 귀신 4 역
- 김현우 : 귀신 5 역
- 홍수현 : 귀신 6 역
- 유인재 : 고수 역
- 변세인 : 동네 주민 1 역
- 성원정 : 동네 주민 2 역
- 김유진 : 동네 주민 3 역
- 김미화 : 동네 주민 4 역
- 허영철 : 동네 주민 5 역
- 귀덕란 : 동네 주민 6 역
- 임민순 : 동네 주민 7 역
- 전형주 : 동네 주민 8 역
- 주동욱 : 동네 주민 9 역
- 김상수 : 동네 주민 10 역
- 김정희 : 동네 주민 11 역
- 송시열 : 동네 주민 12 역
- 이영은 : 동네 주민 13 역
- 최원혁 : 동네 주민 14 역
- 홍지은 : 동네 주민 15 역
- 최미래 : 동네 주민 16 역
- 강나영 : 동네 주민 17 역
- 남영란 : 동네 주민 18 역
- 홍현경 : 동네 주민 19 역
- 홍예진 : 동네 주민 20 역
- 유은재 : 동네 주민 21 역
- 김정숙 : 동네 주민 22 역
- 김정범 : 학생 1 역
- 서경훈 : 학생 2 역
- 공종현 : 학생 3 역
- 민선재 : 학생 4 역
- 김진영 : 학생 5 역
- 이동규 : 학생 6 역
- 박효준 : 학생 7 역
- 문정빈 : 학생 8 역
- 김효원 : 학생 9 역
- 김다진 : 학생 10 역
- 이동희 : 학생 11 역
- 최서현 : 학생 12 역
- 김수빈 : 학생 13 역
- 윤지원 : 학생 14 역
- 이연우 : 학생 15 역
- 윤지인 : 학생 16 역
- 이원상 : 학생 17 역
- 이아리 : 학생 18 역
- 이지원 : 학생 19 역
- 김시은 : 학생 20 역
- 송정혁 : 학생 21 역
- 신은정 : 학생 22 역
- 오혜진 : 학생 23 역
- 김민수 : 학생 24 역
- 이정아 : 학생 25 역
- 연승주 : 학생 26 역
- 오원준 : 학생 27 역
- 한동훈 : 학생 28 역
- 김경규 : 학생 29 역
- 최재민 : 학생 30 역
- 민다은 : 학생 31 역
- 김세연 : 학생 32 역
- 이필모 : 최 회장 역 (우정출연)
- 이용이 (특별출연)

### 특별출연
- Alyssa Soebandono : 미야 역
- Dude Harlino : 히나타 역
- 마츠무라 사유리 : 소연 역
- 마츠다 리마 : 윤희 역
- 시미즈 쿠루미 : 진희 역
- 아사쿠라 아키 : 영주 역
- 카시와기 유키 : 주연 역
- 스도우 마아사 : 지연 역
- 오오쿠보 사쿠라코 : 리아 역

## 줄거리
학교 기말고사가 끝나고 6명의 친구들은 밤바다를 보기위해서 펜션을 예약한다.운전을 해서 가고 있는데 산속에서 길을 잃게되고ᆢ그 옆에는 한 놀이공원이 보인다.6명의 친구들 중 한명은 화가나서 안들어가고 5명만 들어간다.거기서 마주한 한 할머니.무엇을 만졌냐며 화를 내며 물어보신다.이놀이공원의 정체는?!

## 결론(스포주의)
살인자에게 나머지 4명이 죽고 2명만 살아남는다. 그리고 출구를 찾아 나가려고 한다. 그러나 마지막에서 은하의 옛 단짝 죽은 지은이가 나타나고ᆢ나가려던 은하는 민우만 밖에 내보낸채 계속 나가라고 재촉 하던 지은이와 귀신의 집에 함께 남는다.